# Phacellaria glomerata
Phacellaria glomerata là một loài thực vật có hoa trong họ Santalaceae. Loài này được D.D. Tao miêu tả khoa học đầu tiên năm 1987.